# Hippasa holmerae
Hippasa holmerae là một loài nhện trong họ Lycosidae.
Loài này thuộc chi Hippasa. Hippasa holmerae được Tord Tamerlan Teodor Thorell miêu tả năm 1895.